# Calle de San Lorenzo (San Sebastián)
La calle de San Lorenzo es una vía pública de la ciudad española de San Sebastián.

## Descripción
La vía, que se conoció en el pasado como «calle de Lorencio» y fue pasto de las llamas en 1813, discurre en la actualidad desde la calle de San Juan, junto a la plaza de la Brecha, hasta la calle de Narrica, donde entronca con la de Esterlines. Aparece descrita en Las calles de San Sebastián (1916) de Serapio Múgica Zufiria con las siguientes palabras:

Calle de San Lorenzo.—Así se rotula hoy la calle o callejuela que de antiguo figura con la denominación de Lorencio, sin que sepamos si se trataba de conmemorar a un particular o al Santo de este nombre. No figura en el padrón de vecinos de 1566, pero sí en las Ordenanzas de 1630, de cuya lectura parece desprenderse, que esta calle se hallaba al contacto de la de Perjuancho. Ignoramos la extensión que por entonces tenían estas dos vías. Al ocurrir el incendio de 1813, se hallaba limitada esta calle, entre las de Narrica y la de San Juan, con una anchura de 11 a 14 pies. Tenía escasa luz y se hallaba formada por edificios angostos. Las aguas caían a las de Narrica y de San Juan. Toda ella quedó completamente destruída por las llamas. Por acuerdo de 13 de Abril de 1897, se la rotuló también Lorenzio-Kalea.
(Múgica Zufiria, 1916, p. 118)